# 格洛布 (亚利桑那州)
格洛布（西德内语：Bésh Baa Gowąh，意思：金屬之地）位于美国亚利桑那州中部，是希拉县的县治所在，面积46.7平方公里。根据2000年美国人口普查，共有7,486人，其中白人占77.6%、土著美国人占3.1%、非裔美国人占1.15%、亚裔美国人占1.12%。這個數字於2010年上升至7,532人。

## 地理
蒙荷里的座標為33°23′59″N 110°46′54″W / 33.39972°N 110.78167°W（33.399858,-110.781570）。根據2000年人口普查，本城面積為18.0平方英里（46.62平方），其中99.94%為陸地，0.06%為水域。